# Talla en jade

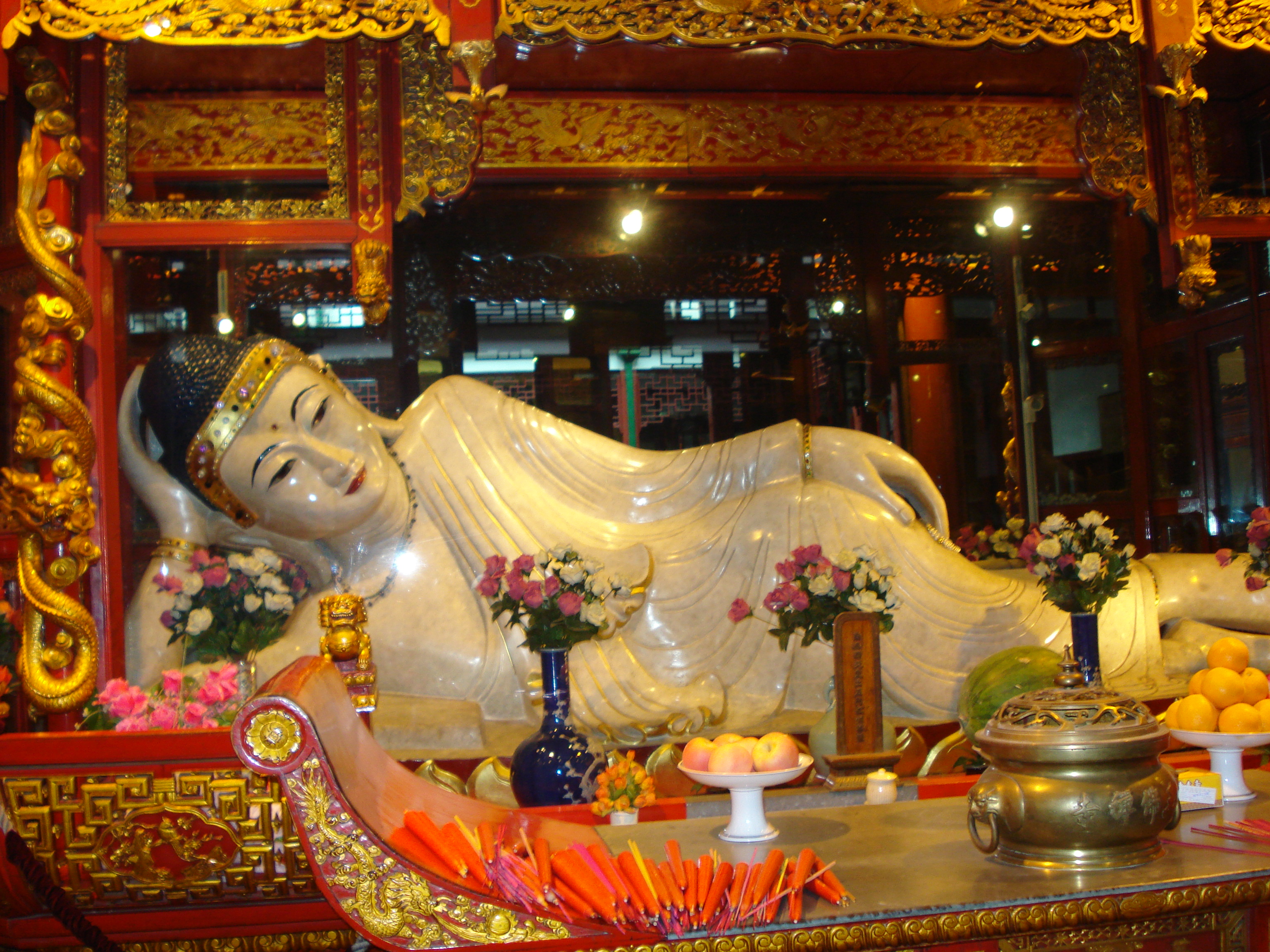
Estatua tallada en jade de Buda recostado (2 m de largo), emplazada en el Templo del Buda de Jade, Shanghái, China.

La talla en jade es la producción de piezas decorativas, artísticas o utilitarias producidas utilizando jade. A lo largo de la historia la talla en jade y las técnicas asociadas a ella alcanzaron un gran auge y desarrollo en la China, Corea y Japón. También en América especialmente en las culturas prehispánicas asentadas en la zona de México y América Central, se utilizó el jade como material para la confección de diversos elementos.

## Talla en jade en la China

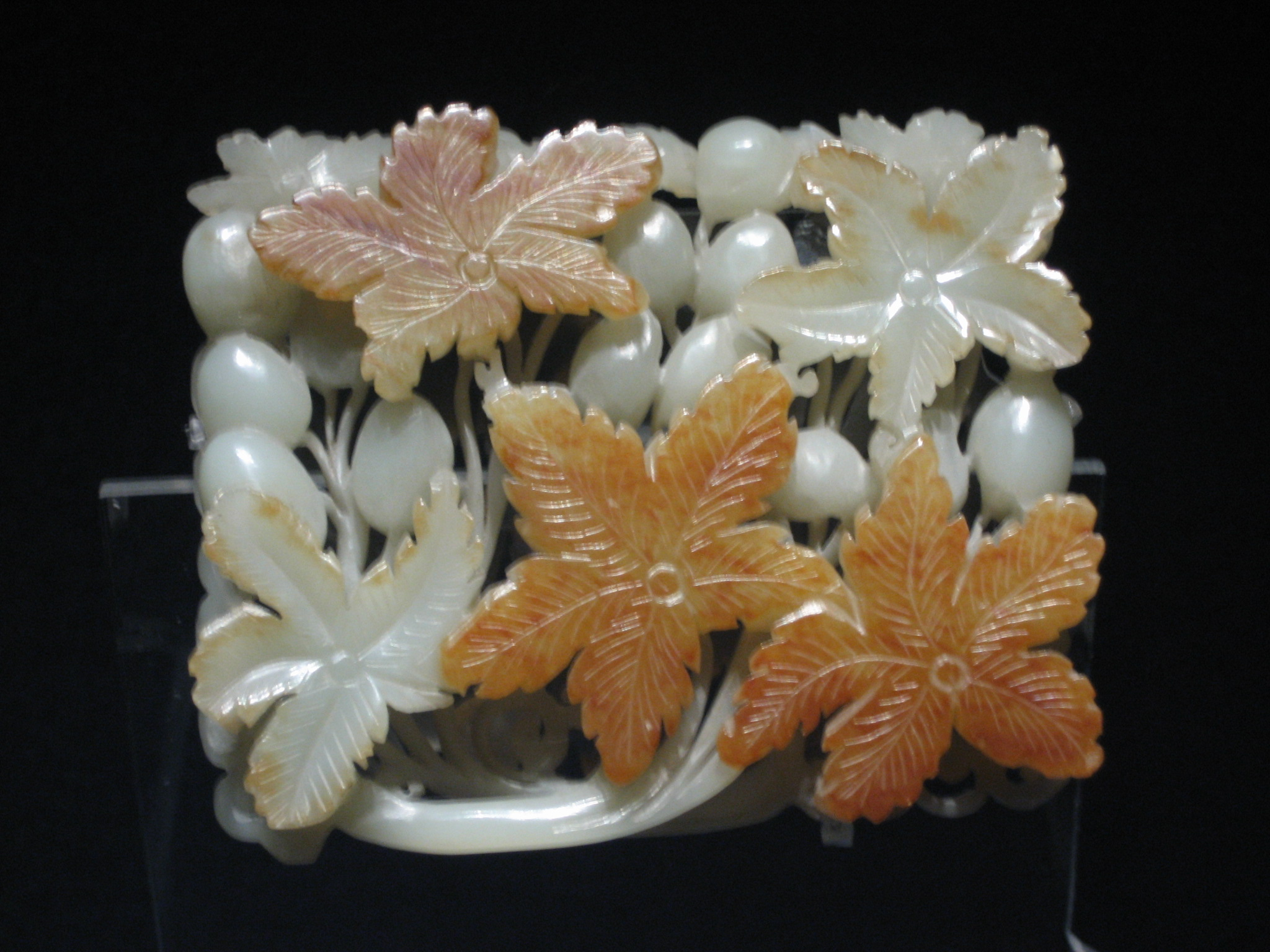
Prendedor de jade con diseño de flores, dinastía Jin (o), China, Shanghai Museum.

Durante la dinastía Han 200AdC al año 200 la talla en jade fue muy popular, los trabajos más sorprendentes consistieron en la fabricación de mortajas funerarias, trajes consistentes en cientos de pequeñas piezas rectangulares unidas entre sí con hilo de oro que cubren el cadáver. Además se producían refinados elementos de uso tales como cajitas, potes, vasijas y adornos. 
Posteriormente a la dinastía Han  continuaron siendo populares objetos decorativos de jade de pequeñas dimensiones. Los mismos presentan figuras de flores, animales y niños. Durante las dinastías Tang (del 618 al 907) y Song (del 960 a 1279) hubo preferencia por las figuras de pequeñas dimensiones. Mientras que durante las Yuan (del 1279 a 1368) y Ming (de 1368 al 1644) se pusieron de moda la confección de joyas y vasijas de jade.  

## Talla en jade en América

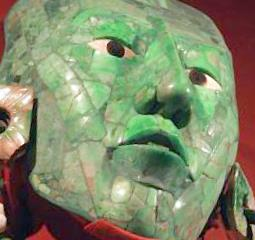
Máscara en jade del rey Pakal, gobernante de Palenque. Museo Nacional de Antropología e Historia, México.

Para las culturas prehispánicas de Mesoamérica como los olmecas, mayas, toltecas, quichés, mixtecas, zapotecas, aztecas (chalchiúhuitl) y nicoyas; el jade era la piedra de la creación, significaba vida, fertilidad y poder. Fue incluso más valorado que el oro. Se obtenía del Valle del Motagua, Guatemala (Zona de la Falla de Motagua). En el valle del Río Motagua en Guatemala, se encuentra uno de los yacimientos más ricos del mundo y es la fuente de los colores más novedosos, como el jade arco iris, el jade negro y el "oro galáctico", que es un jade negro con incrustaciones naturales de oro, plata y platino. Esta región ha sido confirmada como la fuente de todo el jade usado por los mesoamericanos durante 3.000 años.